# Eva Vítečková
Eva Vítečková (Nové Město na Moravě, 26 gennaio 1982) è un'ex cestista ceca.
Alta 190 cm per 79 kg, giocava come ala nel Gambrinus Sika Brno.

## Carriera
Cresciuta nel ŽĎAS Žďár nad Sázavou, nel 1999 è passata al Gambrinus Brno. Da allora, ha vinto sei campionati cechi, tra il 2002 e il 2007. Nel 2005 è stata vicecampione d'Europa, perdendo l'Eurolega in finale contro il CSKA Samara. Durante la stagione successiva, si ripete la stessa finale, ma questa volta Brno conquista la coppa.
In nazionale, ha esordito all'Europeo del 2001. Ha poi conquistato il quinto posto al Torneo Olimpico 2004. Nel 2005 ha vinto l'Europeo e nel 2006 ha partecipato ai Mondiali. Nel 2007 è stata convocata per gli Europei in Italia con la maglia della nazionale ceca.

## Palmarès
- Campionato ceco: 6
Gambrinus Brno: 2002, 2003, 2004, 2005, 2006, 2007
- Eurolega: 1
Gambrinus Brno: 2006
- Europeo: 1
Repubblica Ceca: 2005